# Matute
Matute är en ort och kommun i den autonoma regionen La Rioja i norra Spanien. Orten ligger cirka 34,5 kilometer sydväst om Logroño. Kommunen har 88 invånare (2024), på en yta av 25,65 km².